# Very Beauty
Singles de Berryz Kōbō
Munasawagi Scarlet
(2006) Kokuhaku no Funsui Hiroba
(2007)
Very Beauty (titré en capitales : VERY BEAUTY) est le 13e single du groupe de J-pop Berryz Kōbō.

## Présentation
Le single, écrit, composé et produit par Tsunku, sort le 7 mars 2007 au Japon sur le label Piccolo Town. Il atteint la 11e place du classement des ventes hebdomadaire de l'Oricon. C'est le premier single du groupe à sortir également en éditions limitées, avec des pochettes différentes : une notée "A" avec en supplément un DVD contenant deux titres filmés en concert, et une notée "B" avec en supplément un livret de photos. Il sort aussi une semaine après au format "single V" (vidéo DVD). La chanson-titre du single figurera sur le quatrième album du groupe, 4th Ai no Nanchara Shisū, qui sort en août suivant.

## Formation
Membres créditées sur le single :
- Saki Shimizu
- Momoko Tsugunaga
- Chinami Tokunaga
- Māsa Sudō
- Miyabi Natsuyaki
- Yurina Kumai
- Risako Sugaya

## Liste des titres
Single CD
1. Very Beauty (VERY BEAUTY?)
2. Gaki Taishō (ガキ大将?)
3. Very Beauty (Instrumental) (VERY BEAUTY...?)

DVD de l'édition limitée "A"
(Extraits du concert "Hello! Project 2007 Winter ~Wonderful Hearts Otome Gocoro~")
1. Munasawagi Scarlet (胸騒ぎスカーレット?)
2. Fighting Pose wa Date ja nai! (ファイティングポーズはダテじゃない!?)

Single V (DVD)
1. Very Beauty (VERY BEAUTY?) (clip vidéo)
2. Very Beauty (Dance Shot Ver.) (VERY BEAUTY...?)
3. Making Eizô (メイキング映像?) (Making-of)